# Justizwesen im Königreich Neapel (1806–1815)
Das Justizwesen im Königreich Neapel (1806–1815) brach vollständig mit den bisherigen Traditionen und übernahm die französische Justizordnung. Diese hatte auch über die Franzosenzeit hinaus Bestand.

## Geschichte
Im Laufe der Koalitionskriege errichteten die Franzosen in den eroberten oder abgetretenen Gebieten eine Reihe von Vasallenstaaten. Dort wurde jeweils ein Verwaltungs- und Justizsystem nach französischem Muster geschaffen. Die Bedeutung dieser Änderungen liegt darin, dass diese Strukturen überwiegend auch nach dem Ende der Franzosenzeit Bestand hatten. Die Parthenopäische Republik war zu kurzlebig gewesen, um solche Änderungen durchzuführen. 1806 fiel das Königreich Neapel jedoch für neun Jahre an Frankreich und die Verwaltungs- und Justizreformen wurden durchgeführt.
Die 1806 bestehende Gerichtsstruktur stammte noch aus der Zeit des spanischen Vizekönigreichs. Danach bestanden kirchliche, feudale und königliche Gerichte. Die königlichen Gerichte waren vielfältig und oft nur für bestimmte Sachverhalte oder Personen mit privilegiertem Gerichtsstand zuständig. Es wurden 114 königliche Gerichte gezählt: 25 „Gerichte“, 16 „Ausschüsse“, 61 „Delegationen“, 12 „Superintendanturen“ und 12 Provinzialgerichte (je eines je Provinz) sowie die Dogana de Foggia mit weitreichenden Befugnissen im Straf- und Zivilrecht. Hinzu kamen unzählige lokale Gerichte. Kompetenzkonflikte zwischen den Gerichten traten vielfach auf.
Es bestand jedoch kein oberstes Gericht. Es galt vielmehr das Prinzip des „doppelten gleichlautenden Urteils“. In Revisionen konnte das Obergericht das erstinstanzliche Urteil aufheben und ein neues fällen. Dies war damit aber nicht rechtskräftig. War eine Partei damit unzufrieden, konnte sie erneut eine Revision bei einer anderen Kammer des Obergerichtes (oder einem anderen Obergericht) fordern. Erst wenn zwei gleichlautende Urteile vorlagen, war das Urteil gültig.
Mit der französischen Machtübernahme in Neapel änderte sich zunächst nichts in der Justizorganisation. Es galt zunächst einmal die öffentliche Ordnung wiederherzustellen. Hierzu wurden mit Gesetz vom 8. August 1806 vier Sondergerichte geschaffen. Diese bestanden aus jeweils drei Militärangehörigen und fünf zivilen Richtern. Sie waren für alle Straftaten gegen die Sicherheit des Staates zuständig. Dies reichte von der Veröffentlichung von Streitschriften bis zu Sabotage. Gegen die Urteile dieser Gerichte (bis hin zur Todesstrafe) gab es keine Berufungsmöglichkeit.
Der neu gebildete Staatsrat erhielt den Auftrag, einen systematischen Aufbau von Verwaltungen und Justiz zu erarbeiten. In Bezug auf die Verwaltung orientierte sich dieser am französischen Gesetz vom 28. Pluviôse des Jahres VIII (17. Februar 1800). Mit Gesetz vom 8. August 1806 wurde diese Struktur eingeführt. In Bezug auf die Justiz dauerte die Entscheidungsfindung länger. Als erster Schritt wurde mit Gesetz vom 2. August 1806 die Patrimonialgerichtsbarkeit abgeschafft.
Die Kommission des Staatsrates, die die Justizreform beriet, bestand aus Justizminister Michelangelo Cianciulli, Tomasso Caravita, dem späteren Präsidenten des Kassationshofes, dem Staatssekretär Francesco Ricciardi und Graf Gherado die Policastro und Ferri-Pisani. Der Grund, warum die Beratungen sich hinzogen, lag darin, dass Cianciulli und Caravita Gegner der Übernahme des französischen Systems waren. Um den Vorgang im französischen Sinne zu beschleunigen, berief König Joseph Bonaparte fünf weitere Juristen in die Kommission: Nicola Vivenzio (Präsident der Camera della Sommaria), Giacinto Dragonetti (Präsident des Handelsgerichts), den Anwalt Avena, Mascaro (Vizepräsident der Real Camera di Santa Chiara) und Nicola Parise. Aber auch die erweiterte Kommission war sich weiter uneins. König Joseph Bonaparte wartete daher nicht auf die Ergebnisse der Beratungen, sondern erließ im Mai 1808 eigenständig vier Gesetze zur Justiz, die am 20. Mai 1808 in Kraft traten.
Damit wurde die französische Gerichtsorganisation unverändert in Neapel eingeführt. An der Spitze stand der Kassationshof in Neapel. Darunter standen vier Appellationsgerichte („Gran Corti Civili“). In den 14 Provinzen, die den französischen Departements entsprachen, wurde je ein Zivil- und ein Strafgericht gebildet. Auf Ebene der Distrikte (dem Pendant der französischen Arrondissements) wirke je ein Friedensrichter. Von den fünf vorgesehenen Handelsgerichten wurde nur eines gebildet.
Die Gesetze sowie der französische Code civil, der ebenfalls in Neapel eingeführt wurde, wurden in das Italienische übersetzt. Zum 1. Januar 1809 traten Gesetze und Gerichtsstruktur in Kraft.
Die Ausführung erwies sich als herausfordernd. Durch die erfolgte Systematisierung, die Trennung der Rechtsprechung von der Verwaltung hatte sich die Zahl der Richter verdreifacht. Da zusätzlich noch die Kenntnis den neuen Rechtssystems und die Loyalität zu den neuen Machthabern gefordert war, musste bei der Besetzung der Stellen der Friedensrichter auch auf Personal ohne richterliche Erfahrung zurückgegriffen werden.
Insbesondere die Besetzung des Kassationshofes stand unter politischen Vorzeichen. Lediglich sieben der 16 neu ernannten Richter waren vorher als Richter tätig gewesen. Die anderen waren zwar ausgebildete Juristen, aber primär wegen ihrer politischen Positionen ausgewählt worden. Auch wurden aus politischen Gründen nicht alle bisherigen Richter erneut in die Gerichte übernommen. Im Rahmen der Neubesetzungen und Beförderungen der Folgejahre standen jedoch fachliche Fähigkeiten klar im Zentrum der Besetzungen. Auch nach dem Ende der französischen Herrschaft wurde die Richterschaft nahezu vollständig auf ihren Positionen belassen.

## Nachwirkung
Die Restaurationspolitik nach dem Abzug der Franzosen beließ das Rechts- und Justizsystem weitgehend unverändert. Der Code civil wurde nur geringfügig verändert, im Strafgesetzbuch einige Anpassungen an lokale Traditionen vorgenommen. So geändert wurden beide Gesetzeswerke 1819 als „Gesetzbuch für das Königreich beider Sizilien“ veröffentlicht und dauerhaft genutzt. Am 29. Mai 1817 wurde das „Gesetz über die Gerichtsverfassung“ verkündet, dass weitgehend der bisherigen Systematik folgte. Mit Gesetz vom 7. Juni 1819 wurde diese Systematik auch im Königreich Sizilien eingeführt.